# Championnat de France de crosse
Le Championnat de France de crosse est une compétition de crosse qui représente en France le sommet de la hiérarchie de la crosse. La compétition se déroule annuellement sous forme d'un championnat mettant aux prises quatre clubs amateurs. La première journée de l'édition inaugurale se tient le 23 février 2013 à Coupvray en Seine-et-Marne. Il s'agit d'un championnat fermé (pas de relégation).
Les Haveurs Hainaut Lacrosse est le club le plus couronné avec un titre de champion de France. Les Haveurs Hainaut Lacrosse sont le tenant du titre de la saison 2014-2015.

## Historique
Le Championnat de France est créé en 2013 et la compétition est prise en charge par la Fédération française de crosse. Cependant, dès la première année, le 1er championnat de France ne réunit que 4 des 7 clubs que compte en 2013 la France : Spartiates Lille Lacrosse, Lyon Lacrosse, Squales Lacrosse Médoc, Les Bûcherons Haut Alpins, Nevers Lacrosse Club, Paris Lacrosse et Valenciennes Lacrosse. Les Spartiates Lille Lacrosse, remportent à Lille (avec les Valenciennois, réunis sous le même maillot) la première édition du championnat devant Paris Lacrosse et Nevers Lacrosse Club. Lors de la deuxième édition en 2014, la compétition réunie encore pendant trois week-ends les 4 clubs de l’événement précédent, cependant le Nevers Lacrosse Club déclare forfait lors de la dernière journée de championnat et termine dernière au classement. L'équipe Nivernaise est remplacé l'édition suivante par les équipes de Lyon (Lyon Lacrosse) et d'Orléans (les Dragons de Saint Denis) qui évolueront au sein d'une même équipe.

## Organisation du championnat

### Formule
Lors de la première en 2013, le championnat s'organise de manière que les équipes s'affrontent en match aller et retour pendant trois week-ends déterminés au préalable. Lors de la seconde édition les matchs aller ne se disputent que pendant deux week-ends. L'équipe terminant première au classement est désignée gagnante du championnat.

### Points au classement
Depuis la première saison, la victoire vaut quatre points, la défaite zéro point, une victoire en prolongation deux points et une défaite en prolongation 1 point.

## Palmarès
Depuis le premier championnat de France le 23 février 2013 jusqu'à la saison 2015, 3 titres sont mis en jeu.
| Saison | Champion                  |
| ------ | ------------------------- |
| 2013   | Spartiates Lille Lacrosse |
| 2014   | Haveurs Hainaut Lacrosse  |
| 2015   | Haveurs Hainaut Lacrosse  |

Le tableau suivant liste les clubs vainqueurs du championnat de France, le nombre de titres remportés et les années correspondantes.
| Rang | Club                      | Titres | Années     |
| ---- | ------------------------- | ------ | ---------- |
| 1    | Haveurs Hainaut Lacrosse  | 2      | 2014, 2015 |
| 1    | Spartiates Lille Lacrosse | 1      | 2013       |

## Clubs de l'édition 2014
| Le 2e Championnat de France de crosse réunit 4 clubs : \| Club \| Ville \| Stade \| Capacité \| Création \| \| -------------------------- \| ------------ \| ----------------------------- \| -------- \| -------- \| \| Haveurs Hainaut Lacrosse \| Valenciennes \| Stade de la Chaussiette \| \| 2012 \| \| Les Dragons de Saint Denis \| Orléans \| Stade de Chemineau \| \| 2014 \| \| Spartiates Lille Lacrosse \| Lille \| Halle de glisse Lille \| \| 2008 \| \| Lyon Lacrosse \| Lyon \| \| \| 2014 \| \| Paris Lacrosse \| Paris \| Stade Jean Moulin de Suresnes \| \| 2006 \| |              |                               |          |          |
| Club | Ville        | Stade                         | Capacité | Création |
| Haveurs Hainaut Lacrosse | Valenciennes | Stade de la Chaussiette       |          | 2012     |
| Les Dragons de Saint Denis | Orléans      | Stade de Chemineau            |          | 2014     |
| Spartiates Lille Lacrosse | Lille        | Halle de glisse Lille         |          | 2008     |
| Lyon Lacrosse | Lyon         |                               |          | 2014     |
| Paris Lacrosse | Paris        | Stade Jean Moulin de Suresnes |          | 2006     |

| Lille Lyon Orléans Paris Valenciennes |